# Titanic (zespół muzyczny)
Titanic – norweska grupa rockowa działająca w latach 1969–1979 w składzie Janne Loseth, Roy Robinson, Kenny Aas, Kjell „Chappy” Asperud, John Lorck. Zespół na krótko reaktywował się na początku lat dziewięćdziesiątych, a następnie w 2006 w zmienionym składzie: Janne Loseth, Roy Robinson, Mick Walker, Phil Wilton, Didier Blum. Największe przeboje zespołu: „Macumba” (1973), „Sultana” (1971).

## Dyskografia

### Albumy
- 1970 – Titanic
- 1972 – Sea Wolf
- 1973 – Eagle Rock
- 1973 – Macumba (tylko w Kanadzie)
- 1975 – Ballad Of A Rock 'n' Roll Loser
- 1977 – Return Of Drakkar
- 1979 – Eye Of The Hurricane
- 1981 – Greatest Hits
- 1989 – Best Of Titanic
- 1993 – Lower The Atlantic
- 2009 – Ashes And Diamonds

### Single
- 1971 – Sing Fool Sing
- 1971 – Half Breed
- 1971 – I See No Reason
- 1971 – Sultana
- 1972 – Rain 2000
- 1973 – Half Bread” / „Santa Fe
- 1973 – Richmond Express
- 1973 – Macumba
- 1974 – Sliding Down Again
- 1979 – Something On My Mind